# Goy Persson
Goy Inge Jonny Persson, född 5 juni 1939 i Karlskrona, är en svensk författare, poet och tidigare kulturchef.
Han har varit kulturchef vid Jönköpings läns landsting och ordförande för Smålands författarsällskap.